# Helmut Ulrich (Tischtennisspieler)
Helmut Ulrich (* 17. August 1913 in Düsseldorf; † 16. April 1970 in Düsseldorf-Benrath) war ein deutscher Tischtennis-Nationalspieler.

## Werdegang
Ulrich spielte früher in Frankfurt und ab 1935 bei TTC Rot-Weiß Hamburg. Mit der Mannschaft von Nordmark gewann er 1936 die Gaumeisterschaft. Er nahm an den Weltmeisterschaften 1936 in Prag und 1937 in Baden (Österreich) teil. Beide Male erreichte er mit der deutschen Mannschaft Platz 11. 
1936 kam er im Mixed mit Annemarie Schulz ins Halbfinale. Nach Siegen über Maurice Bergl/Karleckova (England/CSSR), Ken Hyde/Dinah Newey (England) und Václav Tereba/Marie Kettnerová (CSSR) unterlagen sie dem ungarischen Paar István Kelen/Mária Mednyánszky. Im Einzel verlor Ulrich gegen Vasile Marin-Goldberger (Rumänien) und auch das Doppel mit Erich Deisler schied in der ersten Runde gegen Vaclav Sneberger/Sramek (CSSR) aus. 
Bei der WM 1937 gelang in den Individualwettbewerben kein Sieg. Im Einzel unterlag er Erwin Kaspar (Österreich), im Doppel mit Erwin Münchow den Amerikanern Sol Schiff/Abe Berenbaum und im Mixed mit Annemarie Schulz den Ungarn László Bellák/Anna Sipos.
Insgesamt wurde er für 16 Länderspiele nominiert. 1936 wurde er in der deutschen Rangliste auf Platz zwei geführt.
Nach dem Zweiten Weltkrieg spielte Ulrich zunächst bei Borussia Düsseldorf, ehe er 1956 zu Tusa 08 Düsseldorf wechselte.

## Turnierergebnisse
| Verband | Veranstaltung     | Jahr | Ort   | Land | Einzel     | Doppel    | Mixed      | Team |
| ------- | ----------------- | ---- | ----- | ---- | ---------- | --------- | ---------- | ---- |
| GER     | Weltmeisterschaft | 1937 | Baden | AUT  | Qual       | letzte 32 | letzte 64  | 11   |
| GER     | Weltmeisterschaft | 1936 | Prag  | TCH  | letzte 128 | letzte 64 | Halbfinale | 11   |